# Joyce Chepkirui
Joyce Chepkirui (Kenya, 20 d'agost de 1988) és una corredora de llarga distància keniana especialitzada en mitja marató, que ha guanyat curses en Granollers, Bogotà, Göteborg i València. Té com a millor marca personal 1:06:19 hores quan va guanyar l'edició de 2014 de la Mitja Marató de Praga. També competeix en proves de 10K tenint com a millor marca personal 30:38 minuts, el que la converteix en la cinquena dona més ràpida en al distància.
Chepkirui va començar a competir en camp a través en 2012 i va guanyar els títols kenyans i africans. També competeix en pista en 1500 metres i fou medalla de plata als Jocs Africans de 2011.

## Carrera
Chepkirui va créixer al Buret District de la província de Rift Valley de Kenya.
La seua primera aparició internacional va ser als Campionats d'Àfrica Júnior d'Atletisme de 2007, on va fer cinquena en els 1500 metres. Va fer el seu debut en la mitja marató en Benidorm en novembre acabat ben amunt. Va provar els 3000 metres obstacles en 2008, però aconseguint sols la cinquena plaça als campionats nacionals júnior. Va canviar el seu focus a les proves d'asfalt de l'any següent. Va viatjar a Espanya i va arribar en entre les 5 primeres en nombroses ocasions, destacant la victòria a la Mitja Marató d'Almodóvar del Río amb un temps d'1:11:47 hores. A finals d'any va fer quarta en el 15K a la Mitja Marató de Baringo a Kenya.

### 2010
L'any 2010 Chepkirui es va establir en l'elit de la mitja marató mitja. Va guanyar una sèrie de curses a Espanya: Alacant, Torrevella, Albacete, Sant Sebastià i Logronyo. Va millorar la seua millor marca amb 1:09:51 hores a la cursa de Sant Sebastià i guanyant també les la Mitges Maratons de Barcelona i Granollers. Va ser seleccionada per representar Kenya en el Campionat del Món de Mitja Marató de 2010 i va fer millor marca amb 1:09:30 hores fent cinquena i ajudant Kenya per equips. Va tancar la temporada guanyant a Córdoba, i assolint una altra millor marca de 1:09:25 hores a la Mitja Marató de València. Va acabar l'any guanyant al Baringo 15K a Kenya.

### 2011
Va començar l'any 2011 amb una victòria a la Mitja Marató Lago Maggiore, seguida per una quarta plaça a la Mitja Marató de Praga. Va aconseguir una millor marca personal i rècord de la prova amb 1:09:04 hores guanyant al Göteborgsvarvet en Suècia al maig, llavors va fer millor marca mundial amb 30:43 minuts als 10K en Appingedam. En una distància més curta, va fer segona en els 1500 m als Campionats d'Atletisme kenyans. Va guanyar la Mitja Marató de Bogotà per un marge de vint segons, sobre la subcampiona Mare Dibaba. Va guanyar el Tilburg 10K al setembre i el seu temps de 30:38 minuts fou el més ràpid del món aquell any i va fer el seu el cinquè més ràpid sobre la distància. Chepkirui Va ser escollida per competir per Kenya en el 1500 m als Jocs Africans de 2011 i ella va aconseguir amb una medalla de plata darrere de la seua compatriota Irene Jelagat. Va guanyar la mitja marató de dones en Baringo amb el rècord de la cursa en 1:10:57.1. El Zatopek 10 fou la seua última prova de l'any i ella va córrer els 10,000 metres amb marca personal i rècord de la prova amb 31:26.10 minuts per continuar amb la ratxa guanyadora en llarga distància.

### 2012
Chepkirui va decidir competir camp a través a l'inici de 2012 i va tindre èxit immediat, guanyant els Discovery Kenya Cross Country i el títol nacional als Campionats de Camps a través de Kenya, abans d'anar a guanyar la medalla d'or i títol per equips als Campionats Africans de Camp a Través de 2012. En les curses sobre asfalt, va ser subcampiona al World's Best 10K de Puerto Rico, acabant darrere de la doble campiona mundial Vivian Cheruiyot, i guanyant a la Mitja Marató de Praga en un temps de rècord de la cursa de 1:07:03 hores. Això la va col·locar com a la setena dona més ràpida en l'esdeveniment. Va intentar debutar a la marató a la Marató de Londres de 2012, però no va poder acabar la distància. Chepkirui va guanyar un lloc en l'equip Olímpic kenyà per la segona plaça als 10,000 m al juny. A la final femenina dels 10000 metres femenins dels Jocs Olímpics de Londres del 2012 no va poder acabar la cursa.

### 2013
Chepkirui va guanyar el World's Best 10K a l'inici de 2013. El seu debut sobre la distància de marató va ser a la Marató de Londres de 2013, però no va aconseguir els èxits obtinguts sobre distàncies més curtes i va fer quinzena amb un temps de 2:35:54 hores. Va mostrar uns pobres 33:01 minuts a la vuitena plaça de la Ottawa 10K un mes més tard, però va tenir una seguida de victòries en la segona meitat de l'any, guanyant la Beach to Beacon 10K, Falmouth Road Race, Dam tot Damloop, Singelloop Utrecht i la Grand 10 Berlin. La seua cursa de 30:37 minuts a Berlín fou una nova millor marca personal i la més ràpida en territori alemany en un 10K. Una setmana més tard, a la Mitja marató de València va establir el rècord de la prova amb un temps de 68:15 minuts.

### 2014
Chepkirui va millorar la seua millor marca en la mitja marató a la Mitja marató de Praga en abril de 2014, assolint la victòria en un temps de rècord de la cursa de 1:06:19 hores. Aquell any, ella va guanyar també l'or en els 10000 m als Jocs de la Commonwealth de 2014.

### 2015
Chepkirui va guanyar la New York Road Runners 10 km en maig de 2015 and la Marató d'Amsterdam en 2:24:10 en octubre de 2015.

### 2016
Chepkirui va fer segona en la New York City Half Marathon de 2016 el 20 de març amb un temps d'1:07:41, guanyada en l'últim instant per Molly Huddle a la línia de meta. Chepkirui acabà quarta en la New York City Marathon de 2016 amb 2:29:08.

## Rècords personals
- 1500 metres – 4:08.80 (Nairobi, 16 juliol 2011)
- 5000 metres - 15:58.31 (Marrakech, 14 setembre 2014)
- 10,000 metres – 31:26.10 (Melbourne, 10 desembre 2011)
- 10K carretera – 30:37 (Berlín, 13 octubre 2013)
- Marató mitja – 1:06:18 hores (Praga, 05 abril 2014)
- 25 Quilòmetres 1:23:27 (Amsterdam, 18 octubre 2015)
- 30 Quilòmetres 1:40:15 (Amsterdam, 18 octubre 2015)
- Marató – 2:24:11 (Amsterdam, 18 octubre 2015)

## Rècords en competicions internacionals
| Any  | Competició                            | Lloc                      | Posició | Prova        |
| 2007 | Campionat d'Àfrica junior d'Atletisme | Ouagadougou, Burkina Faso | 5ena    | 1500 m       |
| 2010 | Campionat mundial de mitja marató     | Nanning, Xina             | 5ena    | Mitja marató |
| 2011 | Jocs Africans                         | Maputo, Moçambic          | 2a      | 1500 metres  |
| 2012 | Campionats d'Àfrica de camp a través  | Cape Town, Sud-àfrica     | 1a      | Senior race  |
| 2014 | Jocs de la Commonwealth               | Glasgow, Escòcia          | 1a      | 10000m       |